# Казуариновые
Казуари́новые (лат. Casuarinaceae) — семейство кустарников и деревьев порядка Букоцветные.
Объединяет четыре рода и приблизительно 90 видов.

## Роды
- Allocasuarina L. A. S. Johnson — Аллоказуарина
- Casuarina Rumph. ex L. — Казуарина
- Ceuthostoma L. A. S. Johnson
- Gymnostoma L. A. S. Johnson — Гимностома

## Распространение и экология
Естественный ареал простирается в тропиках и субтропиках — Индия, Малайзия, Австралия и на островах Тихого океана. Встречается на Восточном побережье Африки, острове Мадагаскар и на Гавайях. Как заносное растение встречается и в регионах с теплоумеренным климатом — в Америке, Средиземноморье, на Черноморском побережье Кавказа.

## Ботаническое описание

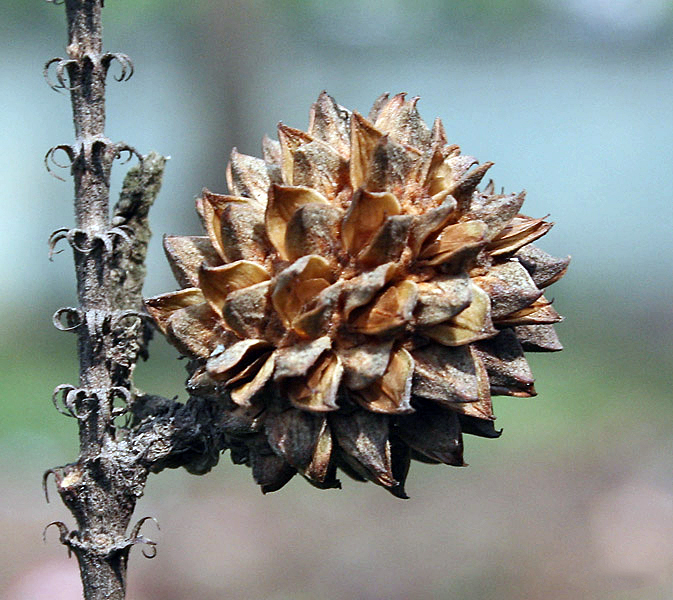
Плод Casuarina equisetifolia

Характерными для семейства являются хвощевидные вечнозелёные веточки.
Цветки всегда однополые, одно- или двудомные, лишены околоцветника. Мужские цветы представлены одной тычинкой и собраны в колосовидные соцветия. Женские цветы собраны в головчатые соцветия, округлые или продолговатые.
Плод ореховидный, с крыловидными выростами.
На корнях образуются азотнофиксирующие клубеньки с почвенным актиномицетом франкия (Frankia).

## Значение и применение
Как декоративное парковое растение.
Древесина используется для производства мебели и различных поделок. Также используется в виде топлива, при этом в некоторых местах её разводят в промышленных масштабах.
Кору казуарии применяют в медицине, из неё извлекают дубильные вещества и красители.

## Название
Название растений этого семейства произошло из-за сходства побегов с оперением обитающих в этих краях крупных бегающих птиц казуаров, тело которых покрыто тонкими волосовидными перьями.
Некоторые виды казуаринов носят промышленное название «железное дерево». А древесина казуарины прибрежной окрашена в красный цвет, поэтому одно из английских названий — «мясное дерево».